# Home Before Dark
Home Before Dark ou Avant la nuit au Québec, est une série télévisée dramatique américaine en vingt épisodes d'environ 45 minutes créée par Dana Fox (en) et Dara Resnik (en), produite par la Paramount Television Studios et diffusée entre le 3 avril 2020 et le 13 août 2021 sur Apple TV+.

## Synopsis
Quand une jeune fille de neuf ans, journaliste en herbe, retourne s'installer avec sa famille dans la ville natale de son père dans l'État de Washington, sa quête de vérité la pousse à exhumer une affaire enterrée depuis longtemps.

## Distribution
Sauf indication contraire, les informations mentionnées dans cette section peuvent être confirmées par la base de données cinématographiques IMDb,  présente dans la section « Liens externes ».

### Acteurs principaux
- Brooklynn Prince (VF : Lior Chabbat) : Hilda Lisko (Hilde Lisko en VO)
- Jim Sturgess (VF : Philippe Bozo) : Matthew Lisko
- Abby Miller (en) (VF : Ingrid Donnadieu) : Bridget Jensen
- Kylie Rogers (VF : Clara Quilichini) : Izzy Lisko
- Michael Weston (VF : Christophe Lemoine) : lieutenant Frank Briggs Jr.
- Aziza Scott (VF : Jocelyne Nzunga) : adjointe puis shérif Mackenzie « Trip » Johnson III
- Joelle Carter (VF : Noémie Orphelin) : principale Kim Collins
- Jibrail Nantambu (VF : Augustin Jahn) : Donny Davis
- Deric McCabe (VF : Aloïs Agaësse-Mahieu) : Wesley « Spoon » Witherspoon
- Louis Herthum (VF : Gérard Darier) : shérif Frank Briggs Sr. (saison 1, récurrent saison 2)
- Adrian Hough (VF : Bernard Lanneau) : Jack Fife (saison 1)

### Acteurs récurrents
Introduits lors de la première saison
- Reed Birney (VF : Georges Caudron) : Sylvester Lisko
- Mila Morgan (VF : Mila Pointet) : Ginny Lisko
- Rio Mangini (VF : Kylian Trouillard) : Ethan
- Whitney Peak (VF : Emmylou Homs) : Jessica
- Aubrey Arnason (VF : Dorothée Pousséo) : Lucy Fife
- Michael Greyeyes (VF : Loïc Houdré) : Sam Gillis (récurrent saison 1, invité saison 2)
- Kiefer O'Reilly : Richie Fife, jeune (récurrent saison 1, invité saison 2)
- Dean Petriw (VF : Soren Chouillet) : Matt, jeune (récurrent saison 1, invité saison 2)
- Nicholas Holmes : Frank, jeune (récurrent saison 1, invité saison 2)
- Laiken Laverock : Kim, jeune (récurrent saison 1, invité saison 2)
- Malcolm Sparrow-Crawford (VF : Gabriel Bismuth-Bienaimé) : Sam, jeune (récurrent saison 1, invité saison 2)
- Sharon Lawrence (VF : Annie Le Youdec) : Carol Collins (saison 1)
- Serge Houde : Roger Collins (saison 1)
- Sharon Taylor (VF : Marie Chevalot) : Penny Gillis (saison 1)

Introduits lors de la deuxième saison
- Mark Gibbon (en) : Karl Kurz
- Scott Lawrence (en) : Mackenzie Johnson Jr.
- Alexa Mansour (VF : Lila Lacombe) : Emma
- Damon Runyan : Paul Rutherford
- David Cubitt (VF : Alexis Victor) : Grant Williams

## Épisodes

### Première saison (2020)
La première saison est composée de dix épisodes, et est disponible dans son intégralité depuis le 3 avril 2020.
1. L'Heure bleue (Magic Hour)
2. Plus jamais pareil (Never Be the Same)
3. Pique comme l'abeille (Sting Like a Bee)
4. L'Homme aux oiseaux (The Bird, Man)
5. Le Vélo vert (The Green Bike)
6. 88 miles à l'heure (88 Miles an Hour)
7. La Battue (Search Party)
8. L'avenir est féminin (The Future Is Female)
9. Les Monstres sous le lit (Superhero Monster Slayer)
10. Tout cela nous dépasse (Bigger Than All of Us)

### Deuxième saison (2021)
La seconde saison de dix épisodes a commencé sa diffusion le 11 juin 2021, au rythme d'un épisode par semaine.
1. On n'abandonne pas (I Knew You'd Find Me)
2. Je te crois (I Believe You)
3. Combattre son fantôme (Fighting His Ghost)
4. Chambres noires (Dark Rooms)
5. La Boîte noire (The Black Box)
6. Sur l'île (What's Out There)
7. Rien qu'un oiseau (Just a Bird)
8. Le Méchant (The Bad Guy)
9. Une vie extraordinaire (The Biggest Life)
10. Une preuve irréfutable (The Smoking Gun)